# Волков, Стефан Иванович
Стефан Иванович Волков (вариант имени: Степан; 1849 — ?) — крестьянин, депутат Государственной думы II созыва от Курской губернии.

## Биография
Крестьянин села Солнцевка Старооскольского уезда Курской губернии. Был грамотным. Участвовал в русско-турецкой войне 1877—1878 годов, за что награждён знаком отличия ордена Святого Георгия. Унтер-офицер в отставке. Занимался земледелием на 2-х с половиной десятинах надельной земли.

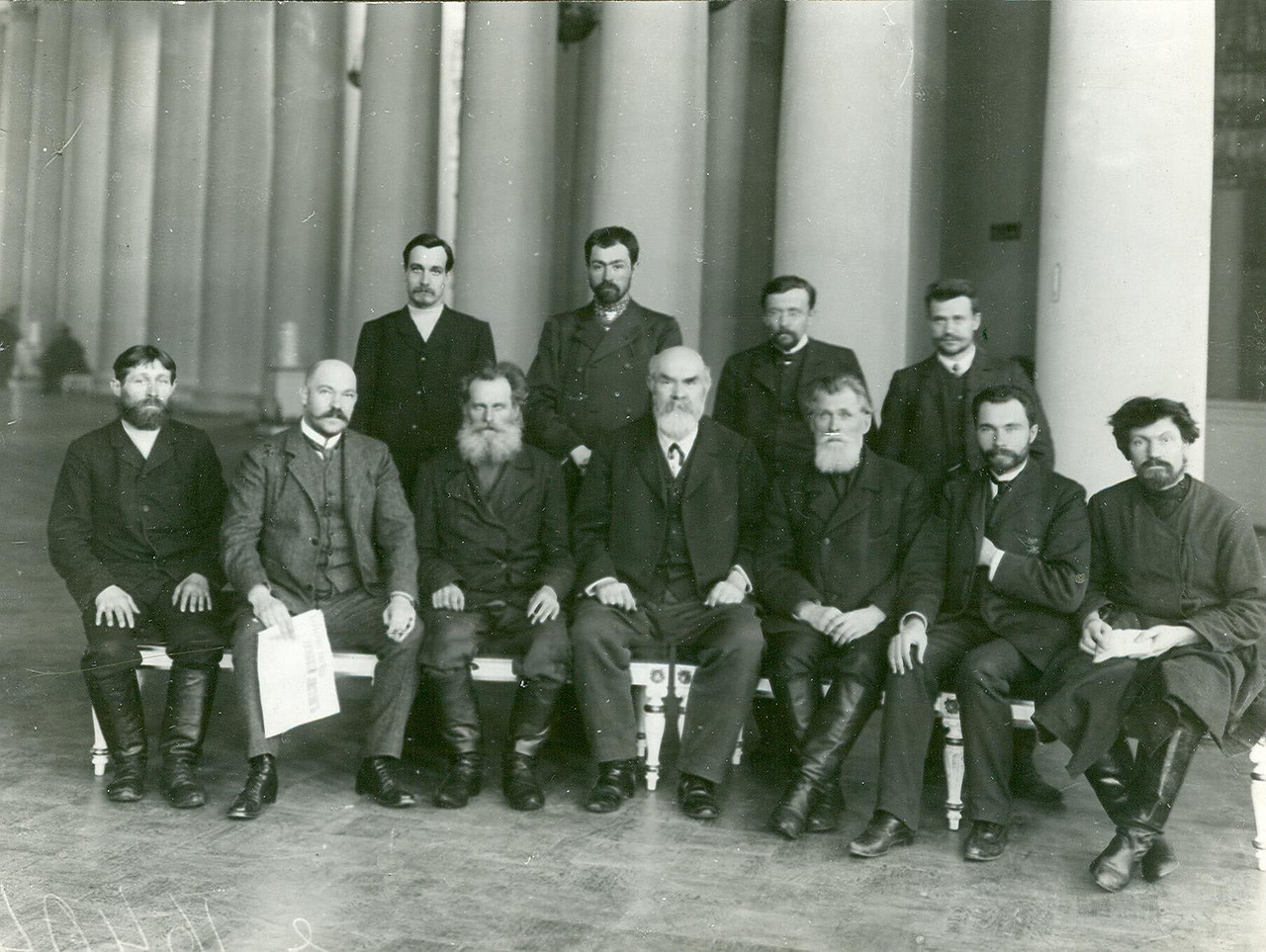
Депутаты II Государственной Думы от Курской губернии. Первый ряд — А. Е. Афанасьев, К. Ф. Тахтамиров, Н. O. Оводов, В. И. Долженков, С. И. Волков, И. Н. Мушенко, И. Е. Пьяных. Второй ряд — А. И. Русанов, П. С. Лохвицкий, Р. Я. Смирнов, Д. К. Белановский

8 февраля 1907 избран во Государственную думу II созыва от общего состава выборщиков Курского губернского избирательного собрания. Вначале вошёл в состав Конституционно-демократической фракции, но уже в конце февраля 1907 года перешёл в Трудовую группу и фракцию Крестьянского союза.
12-15 августа 1917 года участвовал участвовал в работе Государственного совещания в Москве.
Дальнейшая судьба неизвестна.

### Архивы
- Российский государственный исторический архив. Фонд 1278. Опись 1 (2-й созыв). Дело 81; Дело 604. Лист 27.